# 寺本義也
寺本 義也（てらもと よしや、1942年 - ）は、日本の経営学者。専門は、経営戦略論、経営組織論など。
明治学院大学・筑波大学大学院・北海道大学大学院教授、早稲田大学教授を経て、現在ハリウッド大学院大学副学長・教授。ベストセラーとなった歴史研究と組織論を組み合わせた旧日本軍に対する学際的研究『失敗の本質』（中公文庫）の著者のひとり。
名古屋市出身。学部及び大学院では古川栄一一橋大学教授の指導を受けた。

## 略歴
- 1961年（昭和36年） - 名古屋市立菊里高等学校卒業
- 1965年（昭和40年） - 早稲田大学第一政治経済学部卒業
- 1967年（昭和42年） - 早稲田大学大学院商学研究科修士課程修了
- 1967年（昭和42年） - 富士通入社
- 1972年（昭和47年） - 早稲田大学大学院商学研究科博士課程修了
- 1981年（昭和56年） - 明治学院大学経済学部教授
- 1989年（平成元年） - 筑波大学大学院教授
- 1994年（平成6年） - 北海道大学経済学部教授
- 1998年（平成10年） - 北陸先端科学技術大学院大学教授
- 2000年（平成12年） - 早稲田大学大学院アジア太平洋研究科教授
- 2010年（平成22年） - 「経営研究所」所長
- 2013年（平成25年） - 「経営研究所」名誉顧問
- 2016年 (平成28年)  - ハリウッド大学院大学副学長・教授、ビューティービジネス学会会長

## 主な著作
- 「失敗の本質」（ダイヤモンド社、1984年。中公文庫、1991年、新版2024年）
戸部良一、鎌田伸一、杉之尾孝生、村井友秀、野中郁次郎との共著
- 「ネットワークパワー」（NTT出版）
- 「パワーミドル」（講談社ビジネス）
- 「学習する組織」（同文館出版）、共著
- 「図解インターネットビジネス」（東洋経済新報社）、編著
- 「技術経営の挑戦」（ちくま新書）、共著
- 「戦略の本質」（日本経済新聞社、2005年。日経ビジネス文庫、2008年、新版2024年）
戸部良一、鎌田伸一、杉之尾孝生、村井友秀、野中郁次郎との共著
- 「ビジネスモデル革命」（生産性出版）、共著
- 「国家経営の本質」（日本経済新聞出版社、2014年。日経ビジネス人文庫、2020年）
戸部良一、野中郁次郎との共著
- 「サービス経営学入門」（同友館、2017年）、中西晶との共編著